# Like Swimming
| Оценки критиков | Оценки критиков |
| Источник        | Оценка          |
| --------------- | --------------- |
| Allmusic        | [ 1 ]           |
| Pitchfork Media | [ 2 ]           |
| Rolling Stone   | [ 3 ]           |

Like Swimming — четвертый студийный альбом группы Morphine, выпущенный 11 марта 1997 года лейблом DreamWorks Records.
Портал Allmusic выделил треки «Early to Bed», «Eleven O’Clock», «Swing It Low» и заглавную «Like Swimming», но счёл, что в целом альбом слабее своих предшественников.
К 1999 году было продано 141 тыс. копий альбома в Соединенных Штатах.

## Список композиций
Слова и музыка всех песен — Марк Сэндмен.
| №   | Название                   | Автор(ы)     | Длительность |
| --- | -------------------------- | ------------ | ------------ |
| 1.  | «Lilah»                    | Mark Sandman | 0:59         |
| 2.  | «Potion»                   | Mark Sandman | 2:00         |
| 3.  | «I Know You, Part III»     | Mark Sandman | 3:31         |
| 4.  | «Early to Bed»             | Mark Sandman | 2:57         |
| 5.  | «Wishing Well»             | Mark Sandman | 3:32         |
| 6.  | «Like Swimming»            | Mark Sandman | 4:00         |
| 7.  | «Murder For the Money»     | Mark Sandman | 3:34         |
| 8.  | «French Fries With Pepper» | Mark Sandman | 2:52         |
| 9.  | «Empty Box»                | Mark Sandman | 3:54         |
| 10. | «Eleven O'Clock»           | Mark Sandman | 3:19         |
| 11. | «Hanging on a Curtain»     | Mark Sandman | 3:48         |
| 12. | «Swing It Low»             | Mark Sandman | 3:16         |

## Чарты
| Чарт (1997)                  | Наивысшая позиция |
| ---------------------------- | ----------------- |
| Австралия: ARIA Albums Chart | 81                |